# Safien
Safien foi uma comuna da Suíça, no Cantão Grisões, com 305 habitantes. Estendia-se por uma área de 100,58 km², de densidade populacional de 3 hab/km². Confinava com as seguintes comunas: Casti-Wergenstein, Duvin, Flerden, Mathon, Nufenen, Pitasch, Portein, Präz, Riein, Sankt Martin, Sarn, Splügen, Sufers, Tenna e Tschappina.
A língua oficial nesta comuna era o alemão.

## História
Em 1 de janeiro de 2013, passou a formar parte da nova comuna de Safiental.